# Efya
Jane Awindor (sinh ngày 10 tháng 4 năm 1987), nổi tiếng hơn với nghệ danh Efya, là một ca sĩ, nhạc sĩ và nữ diễn viên người Ghana đến từ Kumasi. Cô là con gái của bà Nana Adwoa Awindor, một nhà làm phim và là người dẫn chương trình truyền hình Greetings From Abroad.
Efya có được sự nổi tiếng đầu tiên khi cô tham gia vào phiên bản đầu tiên của chương trình tài năng Stars of the future. Cô đã giành được danh hiệu Nữ ca sĩ xuất sắc nhất tại Giải thưởng Âm nhạc Ghana trong bốn năm liên tiếp, bắt đầu từ năm 2011. 
Bản mixtape đầu tiên của cô, T.I.N.T., được phát hành vào ngày 11 tháng 11 năm 2013. Nó bao gồm các bài hát được phát hành từ năm 2011 đến năm 2013. Mixtape có bao gồm hai đĩa đơn "Getaway" và "Best In Me". Cô phát hành album phòng thu đầu tay được chờ đợi từ lâu, Janesis, vào ngày 22 tháng 4 năm 2016. Nó được lên lịch phát hành vào những thời điểm khác nhau giữa năm 2013 và 2015. "Forgetting Me", đĩa đơn dẫn đầu của album, được phát hành vào ngày 11 tháng 1 năm 2014. Tháng 5 năm 2016, Efya được công bố đã ký kết hợp đồng với công ty Starboy Entertainment của Wizkid. Thông báo này được đưa ra sau màn trình diễn của Wizkid tại Giải thưởng âm nhạc Ghana.

## Cuộc đời và sự nghiệp
Efya sinh ra ở Kumasi, Ghana. Cô có hai anh và một em gái; cô học trung học ở trường trung học Yaa Asantewaa. Cô chuyển đến Accra khi mẹ cô theo học tại trường điện ảnh và Truyền hình Quốc gia (NAFTI).  Cô tốt nghiệp với bằng cử nhân về âm nhạc và sân khấu của Đại học Ghana. Năm 2008, cô đã giành được sự ủng hộ trên toàn quốc bằng cách trở thành Á quân đầu tiên trong chương trình truyền hình Stars of the future của Charterhouse. Cô đã thua Irene Logan, nhưng đã ký kết được một hợp đồng thu âm ba năm. Thỏa thuận thu âm cho phép cô và Irene thực hiện album hợp tác mang tên Unveiled, được phát hành ở Nam Phi. Sau khi kết thúc hợp đồng thu âm với Charterhouse, Efya tiếp tục thu âm các bài hát và biểu diễn với các hợp đồng biểu diễn ở địa phương. Cô thay đổi nghệ danh của cô từ Miss Jane thành Efya trước khi bắt đầu sự nghiệp hát solo.